# Schwarzenberg (Saska)
Schwarzenberg je grad u okrugu Erzgebirgskreis, u Slobodnoj državi Saskoj, Njemačka. Nalazi se na Rudnoj gori u blizini njemačko-češke granice. Grad se nalazi otprilike 15 km jugoistočno od Auea i 35 km jugozapadno od Chemnitza.
Osnovan je u 12. stoljeću kako bi se zaštitila trgovina, mali planinski grad postaje središte teritorija poznatog kao Herrschaft Schwarzenberg, te kasnije Amt Schwarzenberg. Tijekom podjele Njemačke, Schwarzenberg je bio dio Istočne Njemačke i postala najveći proizvođač perilica rublja u Istočnoj Europi. 
Grad se nalazi na nadmorskoj visini koja varira između 428,5 do 823 m nadmorske visine. Stari grad s crkvom i dvorac se nalazi na stijeni (Schlossberg, 593 m) oko koje meandrira rijeke Schwarzwasser.

## Kultura i znamenitosti
Često se naziva "biserom Rudne gore". Glavna atrakcija u Schwarzenbergu je njegov povijesni centar.
- palača, s muzejem
- St. Georgen--Kirche,crkva sagrađena između 1690. i 1699.
- Grenzlandfeierstätte
- Weisse Frau na Jägerhäuser Straße
- Eisenbahnmuseum, željeznički muzej

## Gradovi partneri
- Wunsiedel, Njemačka (od 1990.)
- Nové Sedlo, Češka (od 2006.)
- Borchen, Njemačka (od 2007.)

## Vanjske poveznice
|  | Zajednički poslužitelj ima još gradiva o temi Schwarzenberg |

- Službene stranice